# Georges-Albert II de Brandebourg
Georges-Albert II de Brandebourg (20 novembre 1591, à Berlin - 29 novembre 1615, à Sonnenbourg, aujourd'hui Słońsk), est margrave de Brandebourg sous le nom de Georges-Albert II.

## Biographie
Georges Albert est un membre de la Maison de Hohenzollern. Il est un fils de l'Électeur Jean II Georges de Brandebourg (1525-1598) de son troisième mariage avec Élisabeth d'Anhalt-Zerbst (1563-1607), fille du prince Joachim Ernest d'Anhalt.
En 1614, il est désigné grand maître (Herrenmeister) du grand bailliage de Brandebourg de l'ordre de Saint-Jean de Jérusalem (Johanniterorden), installé à Sonnenburg, que son frère aîné, Frédéric IX de Brandebourg dirige jusqu'à sa mort précoce. Après un accord avec l'électorat de Brandebourg, Georges Albert reçoit un fief du duc Philippe-Julius de Poméranie. En 1615, il confirme les privilèges de la ville de Sulęcin (allemand : Zielenzig.
George Albert est mort de la variole à l'âge de 24 ans, et est enterré dans l'église paroissiale de Küstrin. Sa devise est: Mein Thun und Leben ist Gott ergeben ("Mes actes et ma vie sont consacrées à Dieu").